# Mesogobius batrachocephalus
Mesogobius batrachocephalus је зракоперка из реда Perciformes и фамилије Gobiidae.

## Угроженост
Ова врста није угрожена, и наведена је као последња брига јер има широко распрострањење.

## Распрострањење
Врста је присутна у Бугарској, Грузији, Румунији, Русији, Турској и Украјини.

## Популациони тренд
Популациони тренд је за ову врсту непознат.

## Станиште
Станиште врсте су слатководна подручја.